# Tây du ký: Đại náo Thiên cung
Tây du ký: Đại náo Thiên cung (tựa gốc: The Monkey King) là một bộ phim điện ảnh Hồng Kông – Trung Quốc thuộc thể loại hành động – kỳ ảo ra mắt năm 2014 phóng tác từ tiểu thuyết Tây Du Ký của nhà văn Ngô Thừa Ân. Tác phẩm do Trịnh Bảo Thụy làm đạo diễn, Lưu Hiểu Quang sản xuất và có sự tham gia của các diễn viên gồm Chân Tử Đan, Quách Phú Thành, Châu Nhuận Phát, Trần Kiều Ân và Hà Nhuận Đông. Ngoài ra bản thân Chân Tử Đan còn thực hiện phần chỉ đạo võ thuật cho phim. Phim khởi chiếu vào Tết Nguyên đán năm 2014 và nhận về không ít lời đánh giá trái chiều từ các khán giả và các nhà phê bình phim.
Phần tiếp nối của phim, Tây du ký 2: Tôn Ngộ Không ba lần đánh Bạch Cốt Tinh, ra mắt khản giả vào Tết Nguyên đán năm 2016.